# Vi har fått ett heligt vapen
Vi har fått ett heligt vapen är en psalm med text skriven 1978 av Lars Mörlid och musik skriven 1978 av Peter Sandwall.

## Publicerad i
- Segertoner 1988 som nr 399 under rubriken "Den kristna gemenskapen - Ordet".[1]